# Evelyn Claire
Evelyn Claire (Washington, Egyesült Államok, 1996. április 11. –) amerikai pornószínésznő, modell és camgirl.

## Életrajz
Evelynről nem sok életrajzi információ ismeretes, azon kívül, hogy tengerparti államban született, és ír származású. Camgirlként kezdett dolgozni, később pedig részt vett az AVN Awards 2017 díjátadón a Chaturbate weboldal nevében. Valamivel később, ugyanebben az évben kapcsolatba került a Twitter közösségi oldalon a rendező, producer és fotós Greg Lanskyval, aki felajánlotta neki az első lehetőséget, hogy pornókarrierbe kezdhessen 21 éves színésznőként. Első jeleneteit a Vixen és Blacked számára forgatta.
Az első rasszok közti szexjelenetét 2018-ban forgatta a Blacked számára My First Interracial 11 cím alatt. 
Színésznőként több más stúdiónak is dolgozott, mint például a Jules Jordan Videonak, a Burning Angelnek, a Wickednek, a Dogfartnak, a Swallowednak, a 3rd Degree-nek, a TrenchcoatX-nek, a Zero Tolerance-nek, az Evil Angelnek, a Pure Taboo-nak, a Brazzersnek, a Blackednek, a Vixennek vagy a Deepernek.
2019-ben kapta meg első díjjelöléseit. Abban az évben az AVN Awardson három kategóriában jelölték; kettő a Female of the Fairy című filmért, a legjobb szóló-  és a legjobb fiúlány szexjelenetért, Manuel Ferrarával együtt, valamint Holly Hendrixszel a legjobb leszbikus szexjelenet a Trashy Love Story című filmért. Az XBIZ Awards  díjra is jelölték a legjobb leszbikus szexjelenetért Kenna James mellett a Classic Porno című filmért.
Színésznőként eddig több mint 140 filmet forgatott.

## Díjak és jelölések
| Év   | Rendezvény  | Eredmény | Díj                                                | Film                  |
| ---- | ----------- | -------- | -------------------------------------------------- | --------------------- |
| 2019 | AVN awards  | Jelölés  | Legjobb szólójelenet                               | Female of the Species |
| 2019 | AVN awards  | Jelölés  | Legjobb fiú-lány szexjelenet                       | Female of the Species |
| 2019 | AVN awards  | Jelölés  | A legjobb leszbikus szexjelenet                    | Trashy Love Story     |
| 2019 | XBIZ awards | Jelölés  | A legjobb szexjelenet egy leszbikus filmben        | Classic Porno         |
| 2020 | AVN awards  | Jelölés  | A legjobb színésznő egy közepes hosszúságú filmben | Dibs on Mom           |
| 2020 | AVN awards  | Jelölés  | A legjobb csoportos leszbikus szexjelenet          | Pussy Pot Luck        |
| 2021 | AVN awards  | Jelölés  | A legjobb színésznő egy közepes hosszúságú filmben | Romantic Charades     |
| 2021 | AVN awards  | Jelölés  | A legjobb leszbikus szexjelenet                    | Romantic Charades     |

## Fordítás
- Ez a szócikk részben vagy egészben  az   Evelyn Claire című spanyol Wikipédia-szócikk ezen változatának fordításán alapul.  Az eredeti cikk szerkesztőit annak laptörténete sorolja fel. Ez a jelzés csupán a megfogalmazás eredetét és a szerzői jogokat jelzi, nem szolgál a cikkben szereplő információk forrásmegjelöléseként.